# Notophthalmus perstriatus
Notophthalmus perstriatus је водоземац из реда репатих водоземаца и фамилије Salamandridae. 

## Угроженост
Ова врста је на нижем степену опасности од изумирања, и сматра се скоро угроженим таксоном.

## Распрострањење
Сједињене Америчке Државе су једино познато природно станиште врсте.

## Популациони тренд
Популација ове врсте се смањује, судећи по расположивим подацима.

## Станиште
Станишта врсте су мочварна и плавна подручја и слатководна подручја.